# Gobero
Le site préhistorique de Gobero est le plus ancien site funéraire connu au Sahara. Il a été occupé d'environ 8500 à 2500 av. J.-C. Il est situé dans le désert du Ténéré, dans le centre du Niger. Son nom provient de l'appellation de la région par les Touaregs.

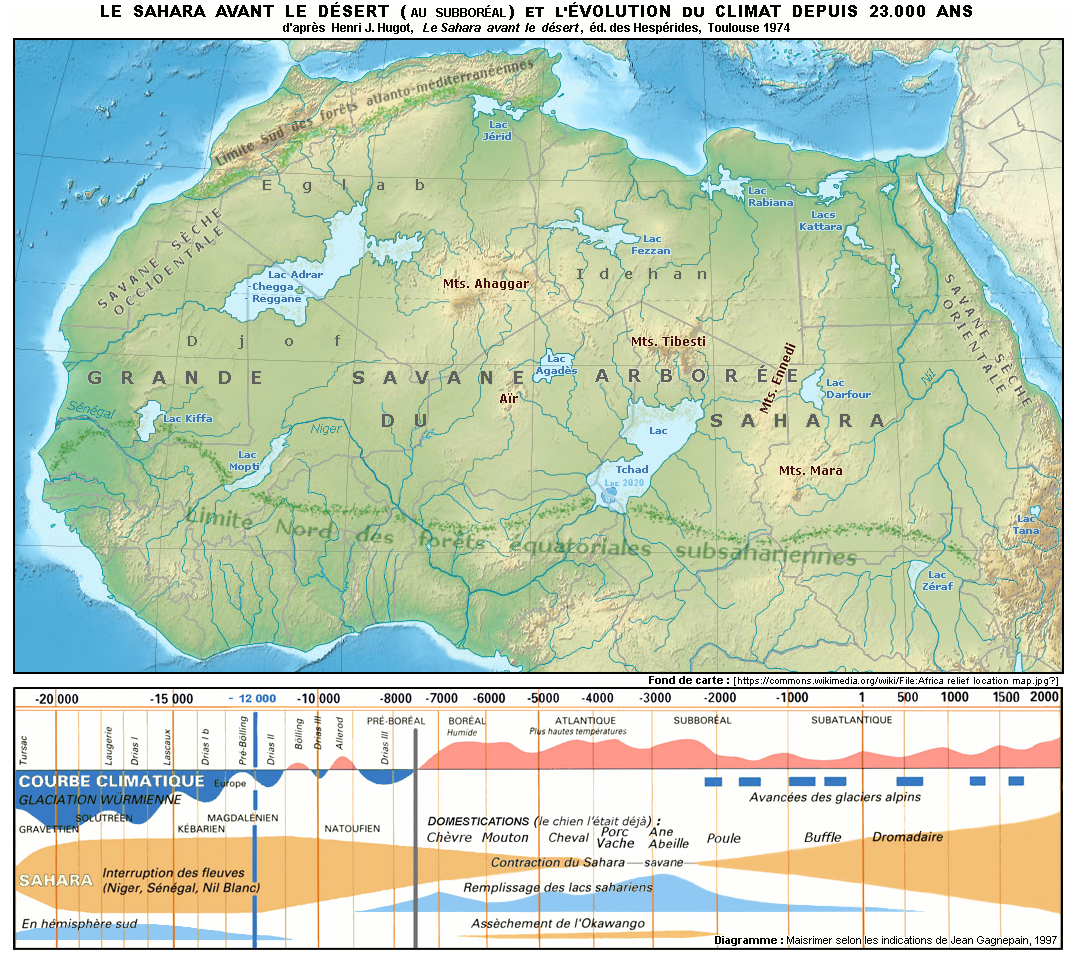
Le Sahara durant sa période humide, à l'époque ténéréenne : la végétation était de type savane arborée et la faune, attestée par les restes fossiles et l'art rupestre, comprenait des autruches, des gazelles, des girafes, des rhinocéros, des éléphants, des hippopotames, des crocodiles…

## Historique
Le site a été découvert en 2000 par une équipe dirigée par Paul Sereno, paléontologue et géologue de l'université de Chicago, qui cherchait des fossiles de dinosaures dans la région. C'est le photographe de l'équipe, Mike Hettwer, qui a relevé l'importance et la taille du site le 13 octobre 2000. Le site comprend des tessons de poteries, des restes humains et beaucoup d'os d'animaux liés à un environnement beaucoup plus humide qu'aujourd'hui. Cela le rattache à la période de Sahara vert, aux alentours de 7500 à 3500 av. J.-C.
En 2005, une mission internationale d'archéologues a exploré de nouveau le site et a découvert que Gobero a été presque continuellement habité pendant au moins 5 000 ans, dès 8000 av. J.-C., alors que la région était proche d'un grand lac appelé « Agadez » par les paléo-géographes.
Les expéditions de 2007 et 2008 ont été annulées en raison des hostilités entre le gouvernement nigérien et des groupes armés touaregs. Le premier rapport sur Gobero a été publié par Sereno en 2008 et il a pu y retourner en 2011, mais ensuite le site est à nouveau devenu inaccessible en raison de l'insécurité dans la région.

## Description
Au moins 182 tombes ont été découvertes sur le site de Gobero. Parmi elles, 67 ont été fouillées et quelques-unes contenaient des poteries et autres objets tout autour. Certains corps portaient des bijoux, comme une jeune femme retrouvée avec un bracelet en ivoire fabriqué à partir d'une dent d'hippopotame et un homme enterré avec une carapace de tortue. Une sépulture comprenant une femme et deux enfants couchés sur le flanc et se faisant face avec les mains entrelacées suggère une tombe familiale.

## Habitants
Les premiers habitants à Gobero seraient de culture kiffienne : c'étaient des chasseurs-pêcheurs, grands (jusqu'à 1,80 m) et robustes. Ils ont laissé de nombreuses poteries et aussi des meules à grain. Ils ont occupé le site jusque vers 6000 av. J.-C., lorsque la culture ténéréenne s'est répandue, soit qu'ils l'aient adoptée, soit que d'autres habitants l'aient apportée, ou les deux. Environ 1 000 ans plus tard, le pastoralisme extensif nomade apparaît sur le site et perdure jusqu'à 2500 av. J.-C. environ. À ce moment, alors que la région commençait à se dessécher, les habitants étaient d'une plus petite corpulence, plus graciles, et leur style de poterie est distinct.
Sur le site les populations successives sont reconnaissables à la couleur de leurs squelettes : les Kiffiens fossilisés ont des os sombres, à la suite de leur immersion dans la nappe phréatique pendant plusieurs années, en période humide, tandis que les Ténéréens ont des os plus clairs, inhumés en période de plus en plus sèche, jusqu'à l'abandon du site faute d'eau.